# 東平壌駅
東平壌駅（トンピョンヤンえき、朝: 동평양역）は、朝鮮民主主義人民共和国の平壌市力浦区域にある、朝鮮民主主義人民共和国鉄道省が管轄する鉄道駅である。

## 隣の駅
鉄道省
平徳線
大同江駅 - 東平壌駅 - 松新駅